# Thriller (Michael Jackson-album)
A Thriller című album Michael Jackson amerikai popénekes hatodik stúdióalbuma, amely 1982. november 30-án jelent meg az Epic Records kiadásában. Ez a lemez az 1979-ben megjelent Off the Wall című albumot követte. A Thriller hasonló műfajú, mint az Off the Wall: a funk, a disco, a soul, a soft rock, a R&B és a pop jegyeit tartalmazza. A Thriller dalainak témája főleg a paranoia és a természetfeletti.
A lemez költségvetése 750 000 dollár volt. Anyagát 1982 áprilisa és novembere között vették fel a Los Angeles-i Westlake Recording Studiosban. Az album producere Quincy Jones volt, Jackson négy dalt írt a lemezre. A The Girl Is Mine készült el elsőnek, mely egyike volt annak a három dalnak, amelyet Paul McCartneyval készített Jackson (a másik kettő a The Man és a Say Say Say volt). A The Girl is Mine jelent meg az album első kislemezeként, 1982. október 18-án. A második kislemez, a Billie Jean 1983. január 2-ai megjelenése után az album sok országban a slágerlista élére ugrott. Egy hét alatt 1 millió példányban kelt el. Egy éven belül a Thriller lett – és maradt is – a legmagasabb példányszámban eladott lemez a világon. Napjainkig több, mint 110 millió példányt adtak el belőle. Az album kilenc dalából hét jelent meg kislemezen, mindegyik bekerült a Top 10-be a Billboard Hot 100-as listán. Az album rekordnak számító nyolc Grammy-díjat kapott 1984-ben.
A Thriller megerősítette Jackson státuszát a XX. század második felének popzenészei között, megjelenése az MTV-n képessé tette őt arra, hogy faji korlátokat ledöntsön, találkozott Ronald Reagannel, az Amerikai Egyesült Államok akkori elnökével a Fehér Házban. Az album dalaiból készült videóklipek voltak az elsők, amelyeket promóciós célra használtak, a Thriller-t, a Billie Jean-t és a Beat It-et, ezeket folyamatosan játszotta a MTV. 2001-ben megjelent az album speciális kiadása, amely különböző interjúkat tartalmaz, egy demo-felvételt és a Grammy-díj-nyertes Someone In the Dark című dalt, amely Steven Spielberg E. T., a földönkívüli című sztorijának sajátos át- és feldolgozásához készült. 2008-ban az albumot újra kiadták Thriller 25 néven, ez a kiadás hét bónuszdalt is tartalmaz, ezek közt található a For All Time, melyet Jackson a Thriller készítésekor vett fel, de végül nem került fel az eredeti albumra, valamint az eredeti dalok remixei a 2000-es évek sikeres énekesei – will.i.am, Kanye West, Fergie, Akon – vendégszereplésével, valamint egy DVD-t. Az albumról két kislemez jelent meg, a The Girl Is Mine 2008 és a Wanna Be Startin’ Somethin’ 2008.
A Thriller a 20. helyen végzett a Rolling Stone magazin Minden idők 500 legjobb albumának listáján 2003-ban és a National Association of Recording Merchandisers a harmadik helyre tette a lemezt a minden idők legjobb 200 albumának listáján. Szerepel továbbá az 1001 lemez, amit hallanod kell, mielőtt meghalsz című könyvben.

## Háttér
Jackson előző albumát, az 1979-ben megjelent Off the Wall-t a kritikusok kedvezően fogadták. A lemez kereskedelmileg is nagyon sikeres volt, hiszen világszerte több, mint 20 millió darabot adtak el belőle.
Az 1979-1982 közötti évek – az Off the Wall és a Thriller közötti időszak – átmeneti időszak volt az énekes életében, a növekvő függetlenség idejét és a családdal való harcát jelentette. 1973-ban ismerkedett meg Jackson apja Cheryl Terrell-lel, akivel titkos viszonyt folytatott, a párnak gyermeke is született (1974. augusztus 30-án, éppen egy nappal Michael tizenhatodik születésnapja után), Joh'Vonnie. Az apa 1980-ban mondta el családjának, hogy viszonya van és hogy ebből a kapcsolatból gyermek is született. Michael számára fordulópontot jelentett ez az időszak. Betelt nála a pohár. Apja hűtlenkedései végképp megalázták az anyját, s tulajdonképpen az egész családot, s Michael ettől kezdve hosszú éveken át szinte semmiben sem tudta megtalálni a közös hangot, a normális kapcsolatot az apjával. Az emberek felnéztek Joseph-re – Michael viszont lenézte az apját, mert ennél azért többet várt volna tőle. Ebben az időszakban az énekes nagyon boldogtalan volt, így emlékezett erre az időszakra: "Különösen otthon, magányos vagyok. Ülök a szobámban és sírok. Olyan nehéz barátkozni másokkal. ... Néha sétálgatok a szomszédok előtt éjszaka, remélve, hátha találok valakit, akivel beszélgethetek. De a végén hazajövök." Amikor Jackson 1979. augusztusában 21 éves lett, az apjával folytatott csúnya veszekedést követően úgy döntött, eljött az ideje, hogy megértesse az apjával: ezután ő akarja irányítani a saját karrierjét.
Michael könyvelője, Michael Mesnick ajánlotta az énekesnek John Branca New York-i jogászt, az adójog és a zeneipari szerződések szakértőjét. Hamar megtalálták a közös hangot, ezek után az ügyvéd intézte Michael összes üzleti tárgyalását, ő kötötte meg a szerződéseit, tanácsadó és bizalmas barát lett belőle. Michael össze volt törve amiatt, hogy az Off the Wall csak egy Grammy-díjat nyert (R&B kategóriában). "Bántott a dolog, nagyon. Sokat sírtam. A családom azt hitte, kezdek megőrülni, mert olyan sokat sírtam emiatt. Na, figyeljétek csak meg. A következő albumommal... Majd én megmutatom nekik."

## A lemez felvétele
Jackson újra felvette a kapcsolatot Quincy Jones producerrel, akivel az Off the Wall-on is együtt dolgozott, hogy elkészítsék hatodik stúdióalbumát. A los angeles-i Westlake stúdióban kezdték meg a munkát 1982 áprilisában és a felvételek novemberig tartottak. A 750 000 dolláros költségvetésel készült lemez kilenc dalát körülbelül 300 dalból válogatták ki. A Toto együttes több tagja is részt vett a lemez elkészítésében. Jackson négy dalt írt az albumra: A Wanna Be Startin’ Somethin’-et, a The Girl Is Mine-t (Paul McCartneyval), a Beat It-et és a Billie Jean-t. Más zenészekkel ellentétben Jackson ezeket a dalokat nem papírra írta. Inkább magnóra mondta, felvételnél pedig fejből énekelte azokat.
Jackson és Jones között a kapcsolat feszült volt a felvétel alatt. Jackson az idejének nagy részét azzal töltötte, hogy egyedül gyakorolta a tánclépéseket. Amikor a kilenc dal felvételét befejezték, és visszajátszották a stúdiófelvételeket, sem Jones, sem Jackson nem volt elégedett az eredménnyel, sőt Michael teljesen kiborult. Semmi nem úgy szólt, ahogy kellett volna. Emiatt újra kellett keverni az egészet. Az egyik dalnál a zenekart kellett "felhozni", a másiknál a vokált. Időigényes munka volt, heti két dalt tudtak csak így befejezni. Quincy bejelentette, hogy nem vállalja a közös produceri munkát a Billie Jean és a Beat It számokban. Szerinte a Billie Jean nem volt elég jó, kilógott a Thrillerből. Michael viszont nagyra tartotta a szerzeményt, emiatt sokat veszekedtek. Végül Michael Jones közreműködése nélkül csinálta meg majdnem készre a két dalt. Ugyanakkor semmiképpen sem akarta Quincyt kihagyni a jogokból és a majdan érkező jogdíjakból. Ron Weisner, Michael menedzsere attól is félt, hogy a lemezpiac éppen telítve volt. Quincy is figyelmeztette az énekest, hogy ettől a lemeztől nem lehet elvárni, hogy olyan sikeres legyen, mint az Off the Wall.

## Újramegjelenés és eladások
Az album 2001. október 16-án újra megjelent Thriller: Special Edition címen. Az album remasterelt változatban, új szövegkönyvvel, és két bónusz dallal – Someone in the Dark és a Carousel – címűek, valamint a Billie Jean eredeti demo változata, és interjúk Jones és Tempertonnal. A Sony felkérte Mick Guzauskit, hogy készítsen a Thriller és más Jackson albumoknak egy 5.1-es hangzású változatot, melyet végül Jackson nem fogadott el, azonban SACD változatban megjelent az album CD anyaga.

## Az album dalai
Az eredeti 1982-es kiadás
|    | Cím                                  | Szerző(k)                  | Hossz |
| -- | ------------------------------------ | -------------------------- | ----- |
| 1. | Wanna Be Startin’ Somethin’          | Michael Jackson            | 6:02  |
| 2. | Baby Be Mine                         | Rod Temperton              | 4:20  |
| 3. | The Girl Is Mine (Paul McCartneyval) | Jackson                    | 3:42  |
| 4. | Thriller                             | Temperton, Jackson         | 5:57  |
| 5. | Beat It (Eddie Van Halennel)         | Jackson                    | 4:19  |
| 6. | Billie Jean                          | Jackson                    | 4:54  |
| 7. | Human Nature                         | John Bettis, Steve Porcaro | 4:05  |
| 8. | P.Y.T. (Pretty Young Thing)          | James Ingram, Quincy Jones | 3:58  |
| 9. | The Lady in My Life                  | Temperton                  | 4:59  |

A 2001-es új kiadás
|     | Cím                                                                             | Szerző(k)                                | Hossz |
| --- | ------------------------------------------------------------------------------- | ---------------------------------------- | ----- |
| 1.  | Wanna Be Startin’ Somethin’                                                     | Michael Jackson                          | 6:03  |
| 2.  | Baby Be Mine                                                                    | Rod Temperton                            | 4:20  |
| 3.  | The Girl Is Mine (Paul McCartneyval)                                            | Jackson                                  | 3:42  |
| 4.  | Thriller                                                                        | Temperton, Jackson                       | 5:57  |
| 5.  | Beat it (Eddie Van Halennel)                                                    | Jackson                                  | 4:17  |
| 6.  | Billie Jean                                                                     | Jackson                                  | 4:53  |
| 7.  | Human Nature                                                                    | John Bettis, Steve Porcaro               | 4:05  |
| 8.  | P.Y.T. (Pretty Young Thing)                                                     | James Ingram, Quincy Jones               | 3:58  |
| 9.  | The Lady in My Life                                                             | Temperton                                | 4:58  |
| 10. | Interview with Quincy Jones #1                                                  |                                          | 2:18  |
| 11. | Someone in the Dark                                                             | Alan Bergman, Marilyn Bergman, Temperton | 4:48  |
| 12. | From the E.T. Storybook                                                         |                                          |       |
| 13. | Interview with Quincy Jones #2                                                  |                                          | 2:04  |
| 14. | Billie Jean (házi demófelvétel 1981-ből)                                        | Michael Jackson                          | 2:20  |
| 15. | Interview with Quincy Jones #3                                                  |                                          | 3:10  |
| 16. | Interview with Rod Temperton #1                                                 |                                          | 4:02  |
| 17. | Interview with Quincy Jones #4                                                  |                                          | 1:32  |
| 18. | Thriller (közreműködik: Vincent Price)                                          | Temperton                                | 2:52  |
| 19. | Interview with Rod Temperton #2                                                 |                                          | 1:56  |
| 20. | Interview with Quincy Jones #5                                                  |                                          | 2:01  |
| 21. | Carousel (kiadatlan dal, 1982-ben helyette a Human Nature került fel a lemezre) | Sembello/D. Freeman                      | 1:49  |
| 22. | Interview with Quincy Jones #6                                                  |                                          | 1:17  |

2008-as kiadás
1. Wanna Be Startin’ Somethin’ (Jackson) – 6:03
2. Baby Be Mine (Temperton) – 4:20
3. The Girl Is Mine (duett Paul McCartneyval) (Jackson) – 3:42
4. Thriller (Temperton) – 5:58
5. Beat It (Jackson) – 4:18
6. Billie Jean (Jackson) – 4:54
7. Human Nature (Steve Porcaro, John Bettis) – 4:06
8. P.Y.T. (Pretty Young Thing) (James Ingram, Quincy Jones) – 3:59
9. The Lady in My Life (Temperton) – 4:59
10. Vincent Price vocal recording (Temperton) – 2:53
11. The Girl Is Mine 2008 (will.i.ammel) (Jackson/will.i.am) – 3:11
12. P.Y.T. (Pretty Young Thing) 2008 (will.i.ammel) (Jackson/will.i.am) – 4:17
13. Wanna Be Startin’ Somethin’ 2008 (Akonnal) (Jackson) – 4:11
14. Beat It 2008 (Fergie-vel) (Jackson) – 4:10
15. Billie Jean 2008 (Kanye West mix) (Jackson) – 4:34
16. For All Time (Jackson) – 4:08
17. Got the Hots (csak a japán kiadáson)

DVD
1. Thriller (videóklip)
2. Beat It (videóklip)
3. Billie Jean (videóklip)
4. Billie Jean (koncertfelvétel a Motown 25. évfordulós műsorából)

## Kiadatlan dalok
| - Carousel (később kiadták a Thriller 25 albumon) - Hot Street - Slapstick (a Hot Street korai változata) - Nite Line - Starlight (a Thriller korai változata) - She's Trouble - Say Say Say (Paul McCartney-val) - Be Not Always - Can't Get Outta the Rain - State of Shock (később kiadták a The Jackson's Victory albumán) - Got the Hots (később kiadták a Thriller 25 albumon) - Behind the Mask (később kiadták a Michael albumon) - Scared of the Moon - The Man - Love Never Felt So Good (később kiadták az XSCAPE albumon) - This Is It (később kiadták a This Is It albumon) - Don't Matter to Me (később Drake felhasználta) - What A Lovely Way To Go (később kiadták a Thriller 40 albumon) - Who Do You Know (később kiadták a Thriller 40 albumon) - The Toy (a Best of Joy korai változata, később kiadták a Thriller 40 albumon) - Sunset Driver (később kiadták a The Ultimate Collection albumon) |

## Helyezések

### Év végi összesítések
| Slágerlista (1983)                   | Legjobb helyezések |
| ------------------------------------ | ------------------ |
| Ausztrália (Kent Music Report)       | 1                  |
| Ausztria (Ö3 Austria Top 40)         | 1                  |
| Kanada (RPM Top Albums)              | 1                  |
| Franciaország (IFOP)                 | 1                  |
| Németország (Official German Charts) | 2                  |
| Olaszország (FIMI)                   | 1                  |
| Japán (Oricon)                       | 6                  |
| Hollandia (Single Top 100)           | 1                  |
| Egyesült Királyság (OCC)             | 1                  |
| USA Billboard 200                    | 1                  |
| USA Hot Black Albums                 | 1                  |

| Slágerlista (1984)                   | Legjobb helyezések |
| ------------------------------------ | ------------------ |
| Ausztrália (Kent Music Report)       | 2                  |
| Ausztria (Ö3 Austria Top 40)         | 3                  |
| Kanada (RPM Top Albums)              | 4                  |
| Németország (Official German Charts) | 5                  |
| Japán (Oricon)                       | 1                  |
| Hollandia(Single Top 100)            | 4                  |
| Svájc (Schweizer Hitparade)          | 1                  |
| Egyesült Királyság (OCC)             | 6                  |
| USA Billboard 200                    | 1                  |
| USA Hot Black Albums                 | 2                  |

| Slágerlista (2009)                   | Legjobb helyezés |
| ------------------------------------ | ---------------- |
| Ausztrália (ARIA)                    | 32               |
| Németország (Official German Charts) | 40               |
| USA Billboard Comprehensive Albums   | 16               |
| USA Billboard Top Internet Albums    | 16               |
| USA Billboard Top Pop Catalog Albums | 16               |

| Slágerlista (2010)                   | Legjobb helyezés |
| ------------------------------------ | ---------------- |
| Ausztrália (Top 100 Singles)         | 47               |
| USA Billboard 200                    | 137              |
| USA Billboard Top Pop Catalog Albums | 7                |

### Összesített lista
| Slágerlista (1980–1989)              | helyezés |
| ------------------------------------ | -------- |
| Ausztrália (Kent Music Report)       | 3        |
| Ausztria (Ö3 Austria Top 40)         | 1        |
| Japán (Oricon)                       | 2        |
| Egyesült Királyság (UK Albums Chart) | 3        |

## Eladási adatok és minősítések
| Ország                                                           | Minősítés               | Elkelt példányszám |
| ---------------------------------------------------------------- | ----------------------- | ------------------ |
| Argentína (CAPIF)                                                | gyémánt                 | 500 000            |
| Ausztrália (ARIA)                                                | 16× platina             | 1 150 000          |
| Ausztria (IFPI Austria)                                          | 8× platina              | 400 000            |
| Kanada (Music Canada)                                            | 2x gyémánt              | 2 400 000          |
| Egyesült Királyság (BPI)                                         | 13× platina             | 4 470 000          |
| Finnország (Musiikkituottajat)                                   | platina                 | 129 061            |
| Franciaország (Syndicat National de l’Édition Phonographique)    | gyémánt                 | 3 760 000          |
| Hollandia (NVPI)                                                 | 8× platina              | 1 400 000          |
| Japán (RIAJ)                                                     | arany                   | 2 500 000          |
| Mexikó (AMPROFON)                                                | gyémánt, platina, arany | 1 600 000          |
| Németország (BVMI)                                               | 3× platina              | 1 500 000          |
| Portugália (AFP)                                                 | platina                 | 50 000             |
| Svájc (IFPI Switzerland)                                         | 6× platina              | 300 000            |
| Amerikai Egyesült Államok (Amerikai Hanglemezgyártók Szövetsége) | 33x platina             | 33 000 000         |
| Új-Zéland (RMNZ)                                                 | 12× platina             | 180 000            |
| Olaszország (FIMI)                                               | platina                 | 1 100 000          |
| Svédország (GLF)                                                 | 4x platina              | 400 000            |
| Hongkong (IFPI Hong-Kong)                                        | platina                 | 20 000             |
| Dánia (IFPI Denmark)                                             | 2x platina              | 160 000            |
| Európa (IFPI) (2009-es eladások)                                 | 2x platina              | 1 000 000          |
| Világszerte                                                      |                         | 66 000 000         |